# キーボード (楽器)
キーボード（英: keyboard）は、ポピュラー音楽での鍵盤楽器の総称。特にクラシックなどで昔から使われているピアノやオルガン、鍵盤ハーモニカといった従来型の楽器ではないそれらに対して、新種の鍵盤楽器という意味で用いられることも多い。
ポピュラー音楽では鍵盤楽器 の奏者をキーボーディストと呼ぶ。クラシック、ジャズの場合はキーボードで括らずに、ピアニストやオルガニストなどと呼ぶ。

## 呼称
鍵盤は英語のKeyboard（キーボード）の対訳であり、鍵盤楽器は英語のKeyboard Instrument（キーボード・インストルメント）の対訳である。クラシック音楽では鍵盤と呼ぶことが一般的であるが、英語圏の影響を強く受けたポピュラー音楽では特にキーボードという呼称がよく使われる。

## 電子楽器としてのキーボード

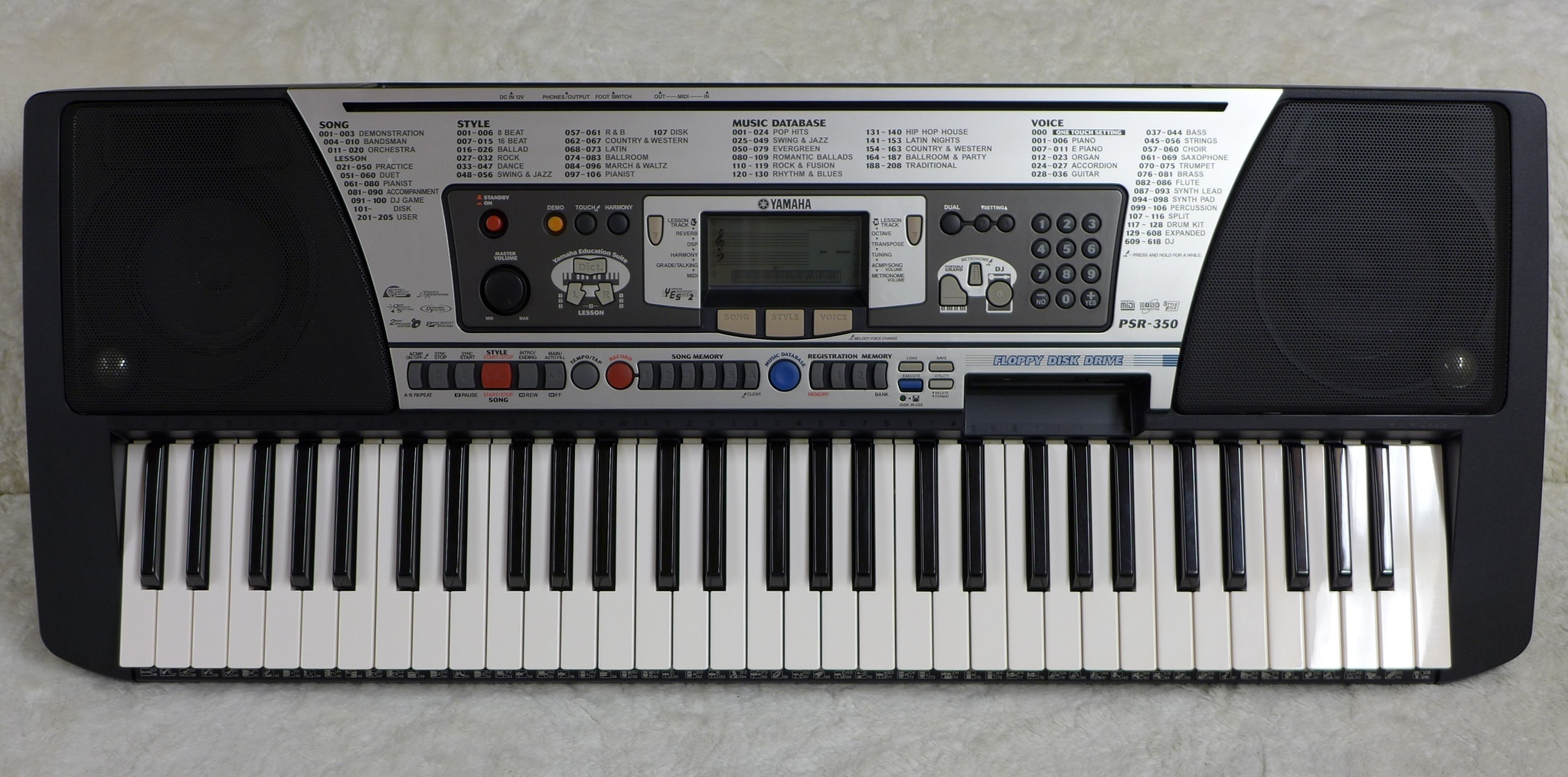
電子楽器としてのキーボード

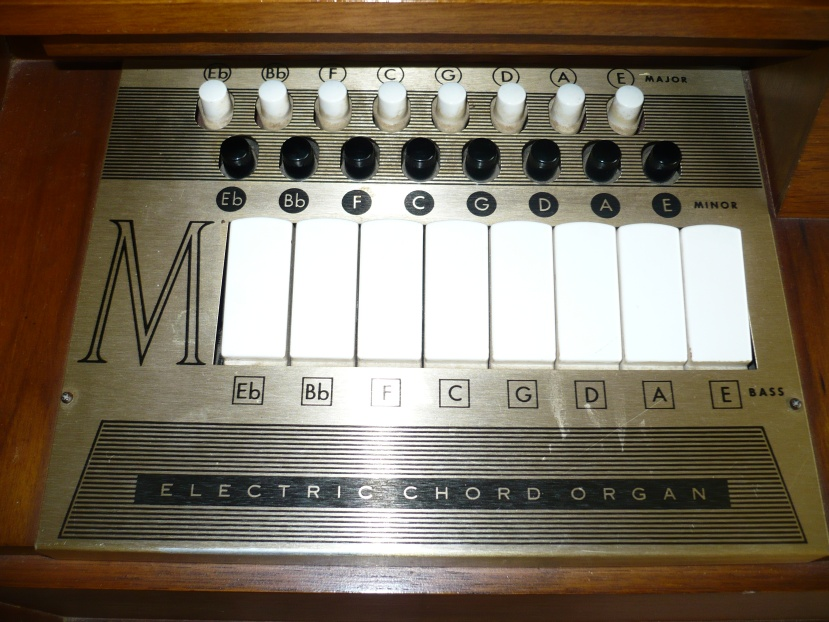
Magnus Chord Organ

電子楽器としてのキーボードは、価格や制作者のコンセプトにより様々であるが、一般には次のような楽器である。廉価な物や高価でも不要な場合は縮退又は搭載されない機能も有る。
- さまざまな音色を備え、簡単に伴奏を行うことができるようなシステムと、ドラムセットの演奏を自動で行う（リズムマシン）機能を持つ。
- 鍵盤を押す速度や強さを関知して、強弱を表現することができる。
- 単体で演奏できるようにスピーカーを備える一方、MIDI入出力を持ち、他の電子楽器と協調することができる。

主にポピュラー音楽、特にロックやポップスにおいて使用される。ライブではキーボーディストが在籍しないバンドで、元々キーボードを使用しない楽曲に態々、バックバンドにキーボーディストを連れ、キーボードのパートを追加したアレンジで楽曲を演奏する事例もある。
キーボードが用いられる理由の1つとして「音の厚み」がある。レーサーXのギタリスト、ポール・ギルバートは自身のライブを振り返るインタビューを受けた際、「キーボーディストがいるといないとでは音の厚さが劇的に変わってくる。ポップの曲でもロックの曲でもキーボードのおかげで空間が広がる」とキーボードについて語っている。
キーボードや鍵盤楽器を複数台を同時に演奏するマルチ・キーボードという演奏形態で、ピアノや大型のオルガンの場合はキーボーディストの周囲に設置するだけである。しかし「電子楽器としてのキーボード」の場合はキーボード自体の胴体が薄いため、キーボードの鍵盤部分を段々式にずらして重ねたり、大型のピアノやオルガンの上に乗せたりして、上下2台から上中下3台以上のキーボードを配置することができる。
移動しながら演奏出来るキーボードとして、前方に「キャリングホルダー」で体に装着するマーチングバンド用の「マーチングキーボード」や、ギターのようにストラップで身につける「ショルダーキーボード」もある。

## 主なキーボードのメーカー
※ 太字は現在も製造している会社
- カシオ計算機 - カシオトーン
- ヤマハ - ポータトーン
- ローランド
- コルグ
- テクニクス
- テスコ

他